# Rezi
Rezi es un pueblo ubicado en el condado de Zala, Hungría.

## Superficie
Posee una superficie de 29,77 kilómetros cuadrados.

## Demografía
Hasta 2021 la población era de 1290 habitantes, con una densidad de población de 43,33 habitantes por kilómetro cuadrado. En 2011 el 89,4% de la población estaba conformada por húngaros y la religión predominante era el catolicismo.